# Johannes Mau
Johannes Mau (ur. 5 maja 1881 w Szlezwiku, zm. luty 1946 w Berlinie) – niemiecki polityk, deputowany do  gdańskiego Volkstagu.
W 1917 roku wstąpił do Niezależnej Socjaldemokratycznej Partii Niemiec, a w listopadzie 1922 roku do Socjaldemokratycznej Partii Niemiec. W latach 1922–1936 był sekretarzem SPD na Prusy Zachodnie i Wolne Miasto Gdańsk.
W latach 1919–1923 był radnym Gdańska, a w latach 1920-1937 zasiadał w Volkstagu. W sierpniu 1945 został przesiedlony z Gdańska, następnie mieszkał w Berlinie.